# Eleição municipal de Aparecida de Goiânia em 2012
As eleições municipais em Aparecida de Goiânia em 2012 aconteceram, em primeiro turno, no dia 7 de outubro, como parte das eleições nos 26 estados brasileiros. Cinco candidatos disputaram a prefeitura - dentre eles, o então prefeito Maguito Vilela (PMDB), reeleito com 63,98% dos votos, equivalentes a um total de 128.877 votos. O vice-prefeito eleito foi Ozair Silva (PT), secretário de governo na gestão anterior. Vinte e cinco vereadores também asseguraram cadeiras no Legislativo Municipal, nas mesmas eleições.

## Candidatos
Cinco candidatos disputaram o poder executivo da cidade: Ademir Menezes pelo PSD, Alberico pelo PSOL, Bernardo Bispo pelo PCB, Maguito Vilela pelo PMDB e Tanner de Melo pelo DEM.
| Nº | Candidato      | Partido | Vice-candidato       | Coligação |
| -- | -------------- | ------- | -------------------- | --- |
| 55 | Ademir Menezes | PSD     | Veter Martins (PSDB) | É progresso de novo! Partido Social Democrático (PSD) Partido da Social Democracia Brasileira (PSDB) Partido Progressista (PP) Partido Trabalhista Brasileiro (PTB) Partido Popular Socialista (PPS) Partido Democrático Trabalhista (PDT) Partido da República (PR) Partido Verde (PV) Partido Humanista da Solidariedade (PHS) Partido Social Liberal (PSL) Partido Trabalhista do Brasil (PTdoB) |
| 50 | Alberico Filho | PSOL    | Luiz Cunha           | Partido não coligado |
| 21 | Bernardo Bispo | PCB     | Fátima Correia       | Partido não coligado |
| 15 | Maguito Vilela | PMDB    | Ozair Silva (PT)     | Aparecida cada vez melhor Partido do Movimento Democrático Brasileiro (PMDB) Partido dos Trabalhadores (PT) Partido Socialista Brasileiro (PSB) Partido Comunista do Brasil (PCdoB) Partido Republicano Brasileiro (PRB) Partido Social Cristão (PSC) Partido da Mobilização Nacional (PMN) Partido Republicano Progressista (PRP) Partido Pátria Livre (PPL) Partido Trabalhista Nacional (PTN)    |
| 25 | Tanner de Melo | DEM     | Alex dos Anjos (PTC) | Por você, por Aparecida Democratas (DEM) Partido Trabalhista Cristão (PTC) Partido Social Democrata Cristão (PSDC) Partido Renovador Trabalhista Brasileiro (PRTB) |

## Pesquisas
| Data       | Instituto | Maguito Vilela (PMDB) | Ademir Menezes (PSD) | Tanner de Melo (DEM) | Alberico Filho (PSOL) | Bernardo Bispo (PCB) | Brancos e Nulos | Indecisos |
| ---------- | --------- | --------------------- | -------------------- | -------------------- | --------------------- | -------------------- | --------------- | --------- |
| 23/07/2012 | Serpes    | 40,7%                 | 25,8%                | 3%                   | 0,4%                  | 1,6%                 | 14,1%           | 14,4%     |
| 11/09/2012 | Serpes    | 46,4%                 | 27,6%                | 1,7%                 | 0,5%                  | 0,5%                 | 7%              | 16,3%     |
| 01/10/2012 | Serpes    | 55,1%                 | 20,8%                | 4,2%                 | 0,7%                  | 0,2%                 | 8,3%            | 10,8%     |

## Resultados

### Prefeito
| Candidato(a)           | Vice                   | 1º Turno 7 de outubro de 2012 | 1º Turno 7 de outubro de 2012 |
| Candidato(a)           | Vice                   | Votação                       | Votação                       |
| Porcentagem            | Total                  | Porcentagem                   | Total                         |
| ---------------------- | ---------------------- | ----------------------------- | ----------------------------- |
| Maguito Vilela (PMDB)  | Ozair Silva (PT)       | 63,98%                        | 128.877                       |
| Ademir Menezes (PSD)   | Veter Martins (PSDB)   | 29,51%                        | 59.436                        |
| Tanner de Melo (DEM)   | Alex dos Anjos (PTC)   | 5,26%                         | 10.599                        |
| Alberico Fliho (PSOL)  | Luiz Cunha (PSOL)      | 0,79%                         | 1.599                         |
| Bernardo Bispo (PCB)   | Fátima Correia (PCB)   | 0,45%                         | 915                           |
| Total de votos válidos | Total de votos válidos | 88,34%                        | 201.426                       |
| Votos em branco        | Votos em branco        | 4,21%                         | 9.592                         |
| Votos nulos            | Votos nulos            | 7,45%                         | 16.985                        |
| Total                  | Total                  | 100,00%                       | 228.003                       |
| Abstenções             | Abstenções             | 16,21%                        | 44.112                        |
| Votos apurados         | Votos apurados         | 83,79%                        | 228.003                       |
| Total de eleitores     | Total de eleitores     | 100,00%                       | 272.115                       |